# Galt (Khövsgöl)
Pour les articles homonymes, voir Galt.
Galt (mongol en écriture cyrillique : Галт сум) est un Sum (district) de Mongolie dans la province de Khövsgöl.